# Таба (аэропорт)
Международный аэропорт Табы (араб. مطار طابا الدولي‎, IATA: TCP, ICAO: HETB) — международный аэропорт, расположенный на синайском плато на высоте 736 метров (2470 футов) над уровнем моря недалеко от города Таба, Египет. У аэропорта имеется всего один выход на посадку, откуда отправляются в основном чартерные рейсы. Система VOR/DME аэропорта находится в 0,43 морских милях от начала взлетно-посадочной полосы № 22.

## История
Аэропорт был построен Израилем в 1972 году во время оккупации Синая после Шестидневной войны. Известный как база ВВС Эцион, он был демилитаризован в 1979 году согласно мирному договору между Египтом и Израилем. После его заключения израильские эскадрильи «Беркут», «Феникс» и «Крушащий попугай» покинули территорию аэропорта, и занимаемая им территория была возвращена под контроль Египта.
Условия этого мирного договора впоследствии позволили туристам посещать окрестности недалеко от Табы без визы (на срок до 14 дней). Туристы и путешественники, следующие из Израиля и Иордании для посещения курорта, пересекают границу в районе Табы на автобусах. Египетские такси могут осуществлять проезд до границы с Израилем, но не дальше.
Аэропорт расположен в 13 километрах от Табы и в 30 километрах от Табы Хайтс, недалеко от Эль-Накба, а также рядом с Эйлатом, Израиль. Аэропорт после возвращения Египту получил название аэропорт Эль-Накб. Было построено новое здание терминала аэропорта и проведено освещение в ночной период, в ноябре 2000 года аэропорт был переименован в Международный аэропорт Таба.
Аэропорт принимает чартерные рейсы. Пассажиропоток в аэропорту значительно сократился. В 2014 году аэропорт обслужил 41 142 пассажира, а в 2015 году — только 13 488 (снижение на 67,2 %). В 2016 году было объявлено, что Thales Group будет модернизировать систему управления воздушным движением в международном аэропорту Табы.
В мае 2018 года стало известно о возобновлении чартерных рейсов в аэропорт, сначала из Польши, а затем и из Чехии.

## Авиакомпании и направления вылетов
| Авиакомпания           | Пункты назначения                                  |
| ---------------------- | -------------------------------------------------- |
| Blue Panorama Airlines | Сезонные чартерные: Катовице, Вильнюс              |
| EgyptAir               | Чартерные: Каир                                    |
| Smartwings             | Сезонные чартерные: Прага                          |
| Smartwings Slovakia    | Сезонные чартерные: Братислава                     |
| Smartwings Poland      | Сезонные чартерные: Катовице, Варшава (им. Шопена) |